# Лекишвили, Николоз Михайлович
Николоз Михайлович (Нико) Лекишвили (груз. ნიკოლოზ მიხეილის ძე (ნიკო) ლეკიშვილი; 20 апреля 1947, Тбилиси — 3 января 2025) — грузинский государственный и политический деятель. Мэр Тбилиси (16 октября 1993 — 8 декабря 1995), государственный министр Грузии (8 декабря 1995 — 7 августа 1998), депутат парламента.

## Биография
Родился 20 апреля 1947 года в Тбилиси. В 1971 году окончил Грузинский политехнический институт. В 1971—1972 годах работал в Грузинском политехническом институте.
В 1972—1977 годах занимал посты в Тбилисском горкоме комсомола.
В 1977—1990 годах занимал должности в партийных органах. Был вторым и первым секретарём горкома партии Тбилиси (1989—1990).
В 1990—1991 годах — депутат Верховного Совета Грузии.
В 1993 году — заместитель премьер-министра Грузии.
В 1993—1995 годах — мэр Тбилиси.
В 1995—1998 годах — государственный министр (премьер-министр) Грузии.
Один из лидеров Союза граждан Грузии.
Был депутатом парламента Грузии в третьем (1992–1995), пятом (1999–2004) и шестом (2004–2008) созывах.
Скончался 3 января 2025 года на 78-м году жизни.